# Thomas Becket
Tôma Becket (/ˈbɛkɪt/; còn được gọi là Thánh Tôma thành Canterbury, Tôma thành London, và sau này là Tôma à Becket; 21 tháng 12 khoảng năm 1119 (hoặc 1120) - 29 tháng 12 năm 1170) là Tổng giám mục Canterbury từ năm 1162 cho đến khi qua đời năm 1170. Ông được tôn kính như một vị thánh tử vì đạo trong cả Giáo hội Công giáo và Cộng đồng Anh giáo. Ông xung đột với Henry II của Anh về quyền lợi và đặc quyền của Giáo hội và đã bị ám sát bởi những người theo nhà vua trong Nhà thờ chính tòa Canterbury. Chẳng bao lâu sau khi ông qua đời, ông được phong thánh bởi Giáo hoàng Alexander III.
Becket sinh ra ở Cheapside, London. Lúc còn nhỏ ông là người thông minh. Ông cũng rất thích chơi thể thao, chẳng hạn như săn bắn. Ở tuổi 16, ông đến Paris để nghiên cứu. Trong năm 1143, Becket gia nhập gia đình của Theobald, làm người bán hàng. Ông trở thành Tổng giám mục Canterbury trong 1162. Ông là một người bạn thân của vua Henry II, nhưng họ tranh cãi về các quyền mà Giáo hội có thể có. Ông đã bị bốn người của vua giết chết vào ngày 29 tháng 12 năm 1170. Tuy nhiên, bằng chứng cho thấy rằng nhà vua không hề biết gì về vụ giết người này.
Becket được tuyên thánh vào năm 1173. Rương thánh tích tôn kính ông tại Nguyện đường Ba Ngôi trong Nhà thờ chính tòa Canterbury đã bị phá hủy vào năm 1538 theo các sắc lệnh giải thể tu viện của vua Henry VIII.

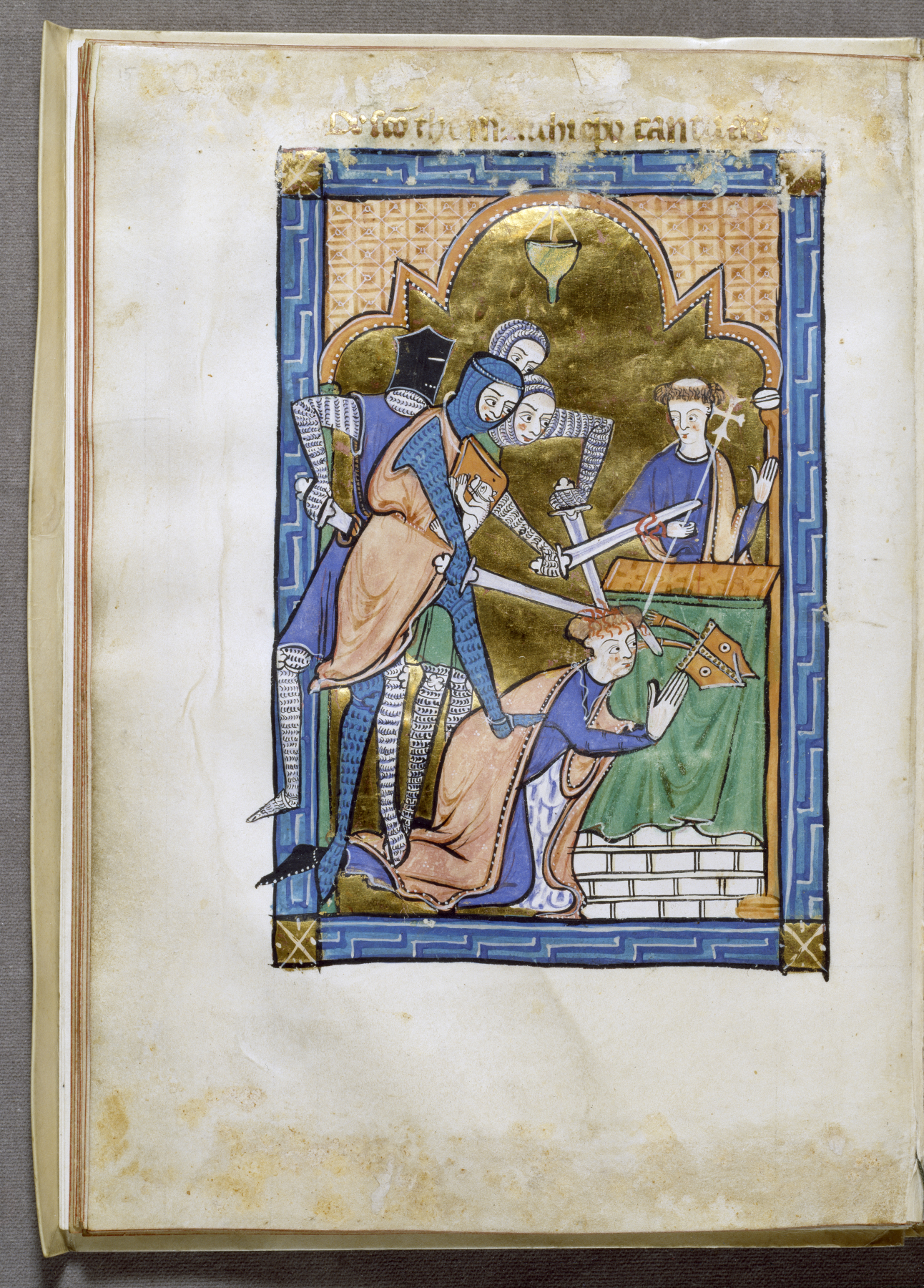
Tiểu họa từ một tập thánh vịnh diễn tả câu chuyện anh hùng về cuộc tử đạo, k. năm 1250, Viện bảo tàng Nghệ thuật Walters, Baltimore